# Сієста-Ейкерс (Техас)
Сієста-Ейкерс (англ. Siesta Acres) — переписна місцевість (CDP) в США, в окрузі Маверік штату Техас. Населення — 1866 осіб (2020).

## Географія
Сієста-Ейкерс розташована за координатами 28°45′23″ пн. ш. 100°29′30″ зх. д. / 28.75639° пн. ш. 100.49167° зх. д. (28.756331, -100.491752).  За даними Бюро перепису населення США в 2010 році переписна місцевість мала площу 1,06 км², з яких 1,06 км² — суходіл та 0,00 км² — водойми.

## Демографія
Згідно з переписом 2010 року, у переписній місцевості мешкало 1885 осіб у 555 домогосподарствах у складі 467 родин. Густота населення становила 1777 осіб/км².  Було 615 помешкань (580/км²).
Расовий склад населення:
| - 95,5 % — білих - 0,2 % — корінних американців - 0,1 % — азіатів - 3,6 % — осіб інших рас |

До двох чи більше рас належало 0,7 %. Частка іспаномовних становила 99,3 % від усіх жителів.
За віковим діапазоном населення розподілялося таким чином: 33,0 % — особи молодші 18 років, 55,6 % — особи у віці 18—64 років, 11,4 % — особи у віці 65 років та старші. Медіана віку мешканця становила 31,3 року. На 100 осіб жіночої статі у переписній місцевості припадало 93,9 чоловіків;  на 100 жінок у віці від 18 років та старших — 89,6 чоловіків також старших 18 років.
Середній дохід на одне домашнє господарство  становив 58 050 доларів США (медіана — 30 471), а середній дохід на одну сім'ю — 60 520 доларів (медіана — 30 020). За межею бідності перебувало 23,5 % осіб, у тому числі 21,5 % дітей у віці до 18 років та 50,4 % осіб у віці 65 років та старших.
Цивільне працевлаштоване населення становило 835 осіб. Основні галузі зайнятості: сільське господарство, лісництво, риболовля — 35,2 %, транспорт — 22,4 %, освіта, охорона здоров'я та соціальна допомога — 18,6 %, роздрібна торгівля — 15,4 %.